# Анна Морган (вчителька)
Анна Морган (1851—1936) — відома вчителька драматичного мистецтва наприкінці 19 століття, засниця школи Студія Анни Мторган, у Чикаго. Вона зробила вагомий внесок у розвиток мистецтва мови та театру (як виховних дисциплін) і допомогла започаткувати маленький театральний рух.

## Біографія
Анна Морган народилася 24 лютого 1851 року у Флемінгу, Нью-Йорк . Вона була дочкою Мері Джейн Торнтон Морган і Аллена Денісона Моргана. Батько був власником ферми, працював у Законодавчому органі Нью-Йорка в 1860—1861 роках. Анна була найстаршою дитиною в сім'ї, мала двох братів і трьох сестер. До сметрі бітька діти навчалися в школі в Оберні, Нью-Йорк. Згодом мати перевезла сім'ю до Чикаго. У 1877 році Морган почала своє навчання з ораторського мистецтва в музичній школі Херші .
Анна Морган померла у своєму будинку в Чикаго 27 серпня 1936 року у віці 85 років

## Спадщина
Наприкінці 19 століття Морган була відома тим, що стала драматичним читачем з незвичайним на той час натуралістичним стилем. У 1880—1883 роках Морган працювала в Redpath Lyceum Bureau, з якими подорожувала до багатьох великих міст, таких як Нью-Йорк і Бостон, там вони влаштовували вистави. У 1884 році Морган приєдналася до консерваторії Нового Чиказького оперного театру, де зосередилася на викладанні драматургії. Незважаючи на те, що її постановки були в невеликому масштабі, часто обмежувалися сценою консерваторії, Анна Морган була відома своїм неординарним вибором п'єс. Окрім популярних творів того часу, вона ставила екранізації шекспірівських трагедій, класичних грецьких трагедій та сучасної поезії. Більше того, вона була першою, хто поставив американську постановку «Цезар і Клеопатра» Шоу, в якій був повністю жіночий акторський склад.

## Студія Анни Морган
У 1898 році Анна звільнилася з консерваторії і відкрила Студію Анни Морган у Чиказькому будинку Fine Arts Building . Навчальний план включав навчання з театральної та політичної історії, літератури, драматургії, етикету, акторської майстерності та сценічного мистецтва. Анна Морган навчала Стіла Маккея за методом Дельсарта, в якому емоції передаються мовою тіла та жестами. Морган базувала свої настанови на філософії Дельсарта, наголошуючи на зв'язку між положеннями тіла та емоціями розуму. Вона також навчила своїх учнів балансувати гнучкість і витонченість із силою та змістом у своїх рухах.
У квітні 1899 року Анна Морган представила своїм учням першу в США виставу "Кандида " Бернарда Шоу, виконану приватно, через заборону автора. Аналогічна прем'єра відбулася в 1899 році постановки «Цезар і Клеопатра»

## Важливі літературні твори
Анна Морган написала три книги про ораторство та театр.
- Година з Дельсартом (1889)
- Вибрані читання, покликані дати учню оцінку літератури в її ширшому розумінні (1909)
- Мистецтво слова та поведінки (1909)